# پیست خیابانی مارینا بی
پیست مارینا بی استریت (انگلیسی: Marina Bay Street Circuit) یک پیست ورزش‌های موتوری در سنگاپور است.
این پیست که معمولاً برای مسابقات فرمول یک استفاده می‌شود در سال ۲۰۰۸ افتتاح شده و ظرفیت آن ۹۰٬۰۰۰ نفر است.

## نگارخانه

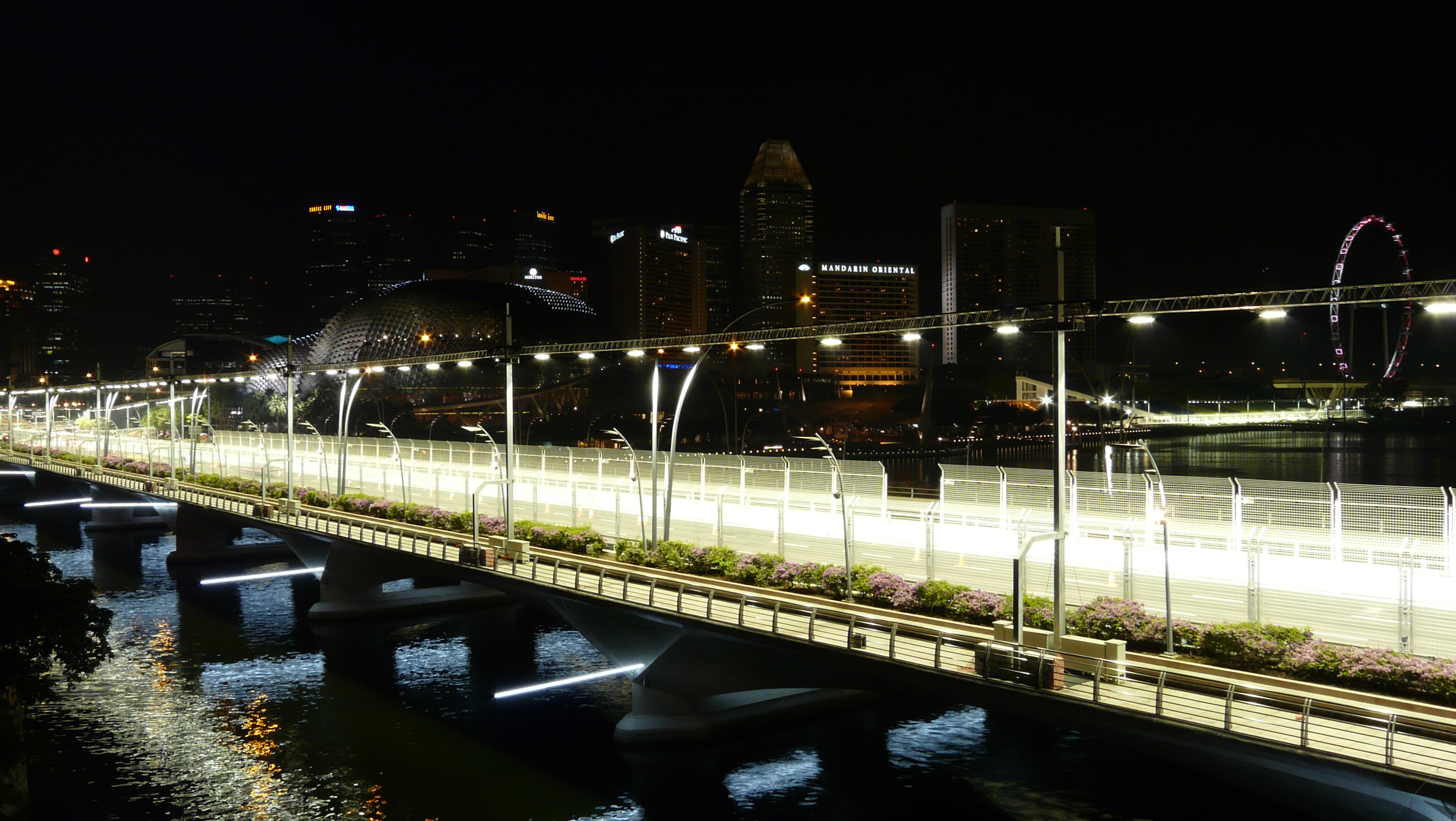
Esplanade stretch of the circuit, one week before the 2008 race
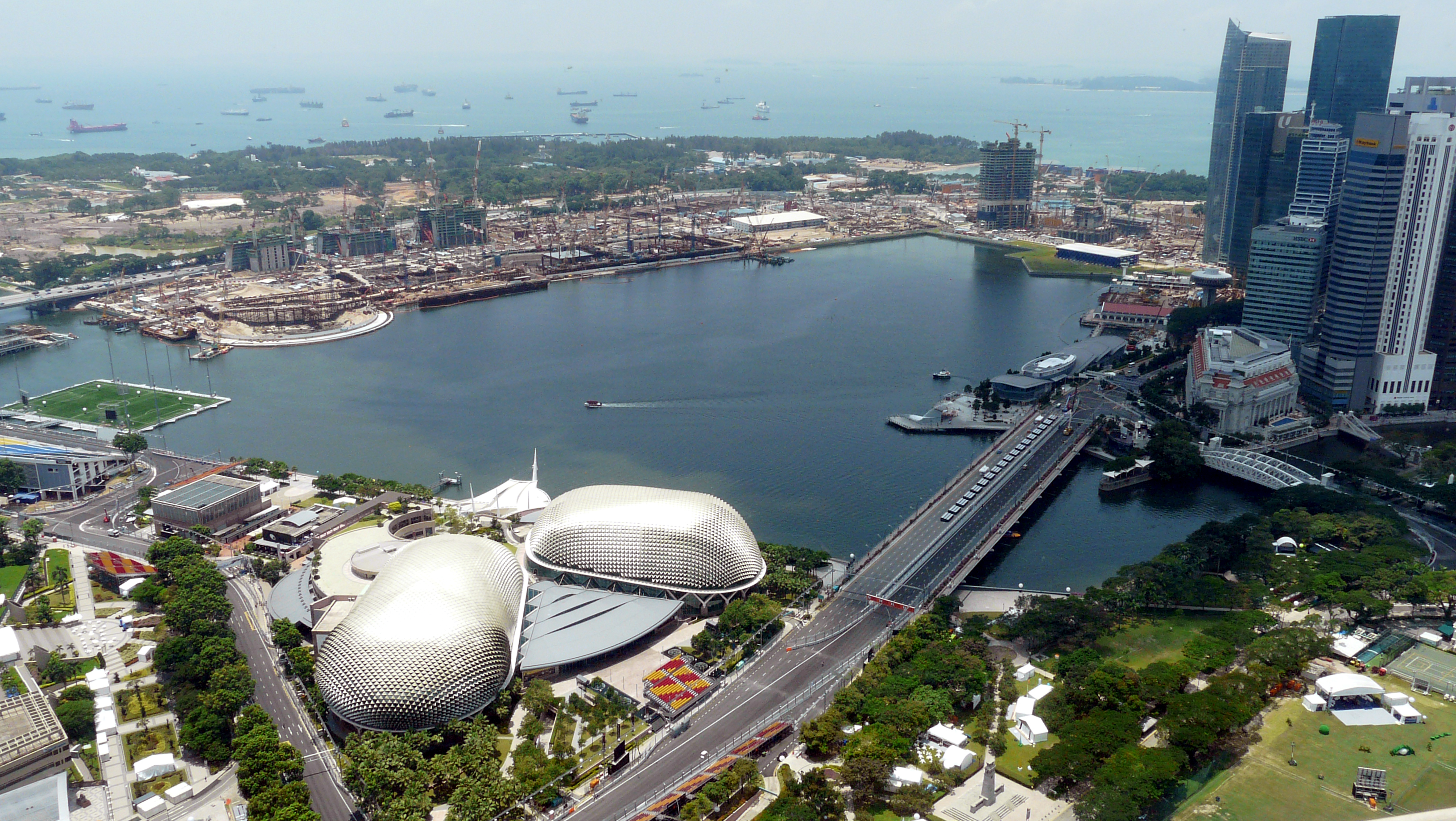
Bird's eye view of the circuit, two days before the 2008 race
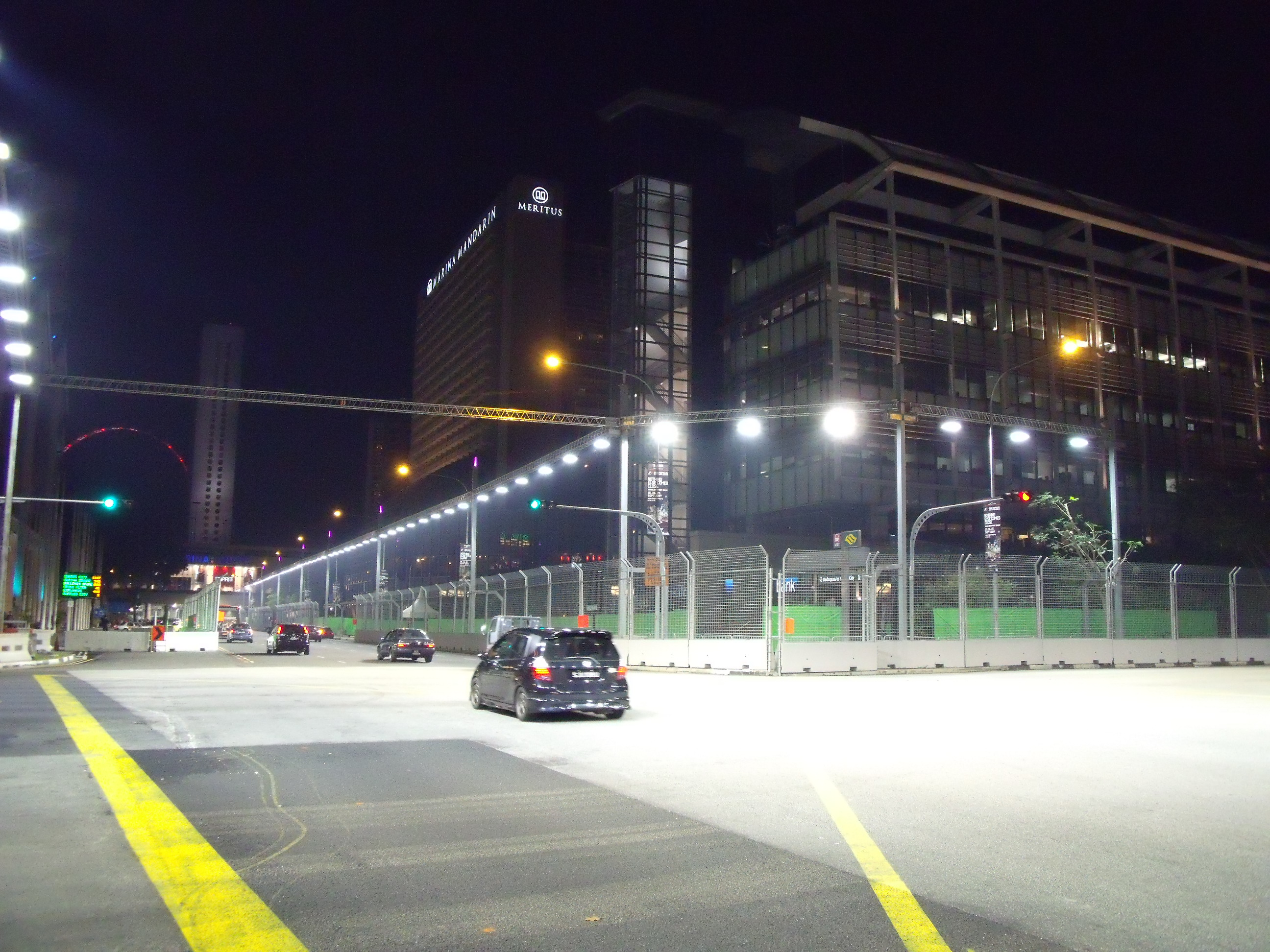
Turn 7 of the circuit; race cars would come against traffic
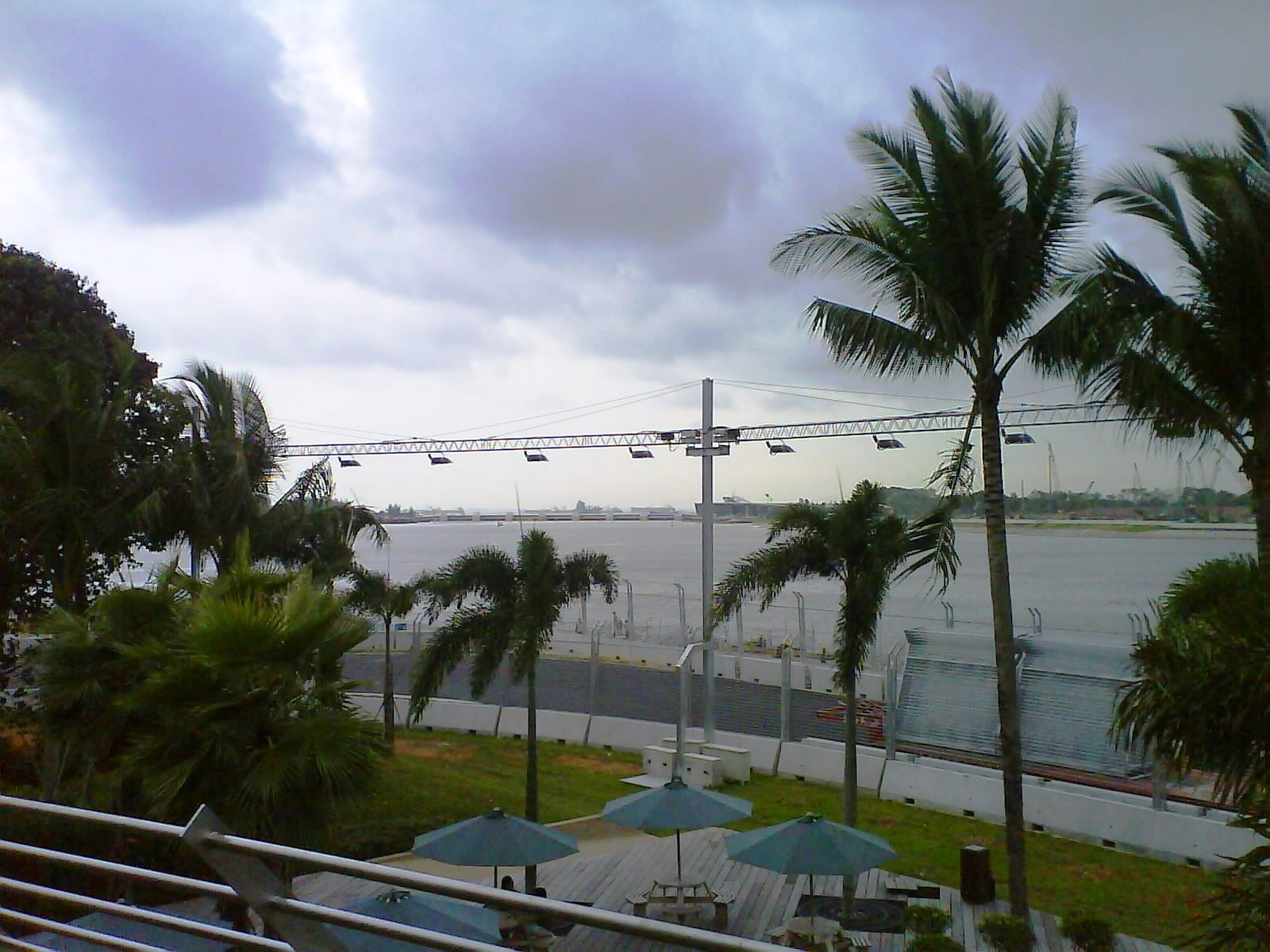
Turn 22
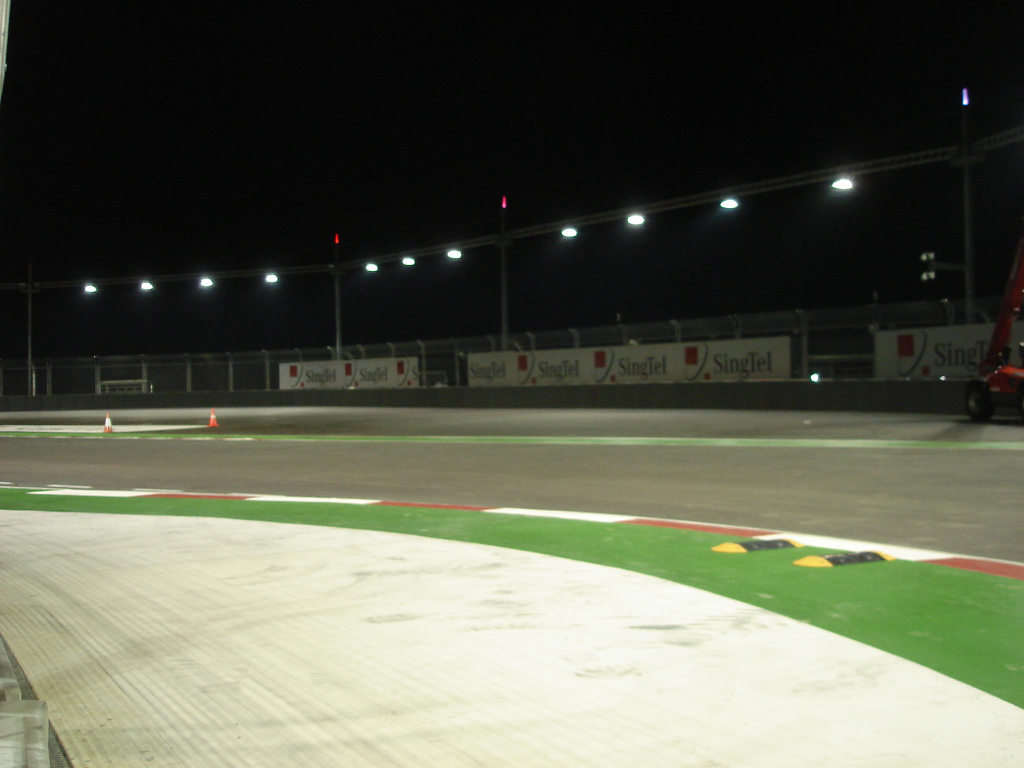
The penultimate turn
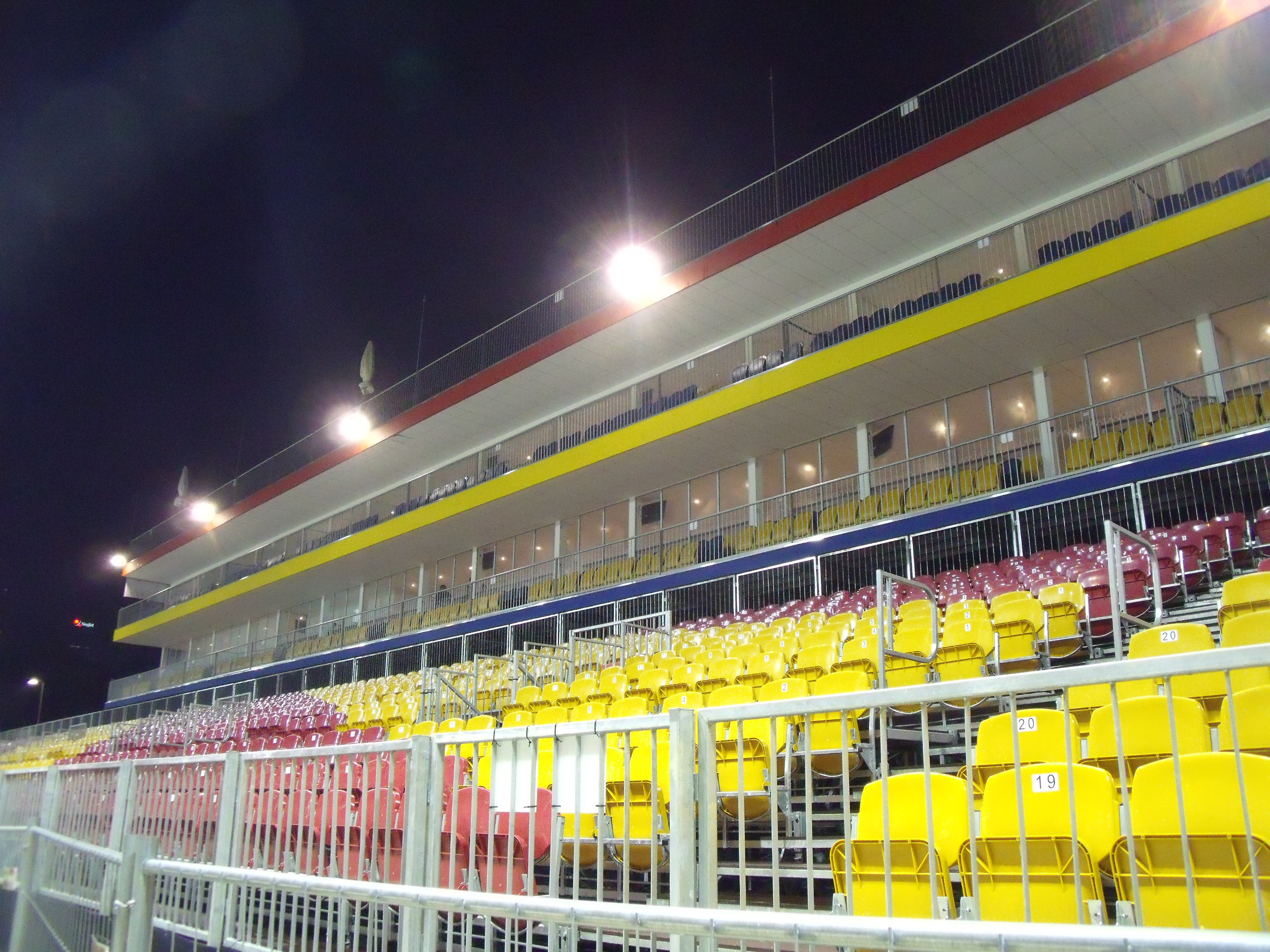
The Stamford Grandstand between Turns 7 and 8
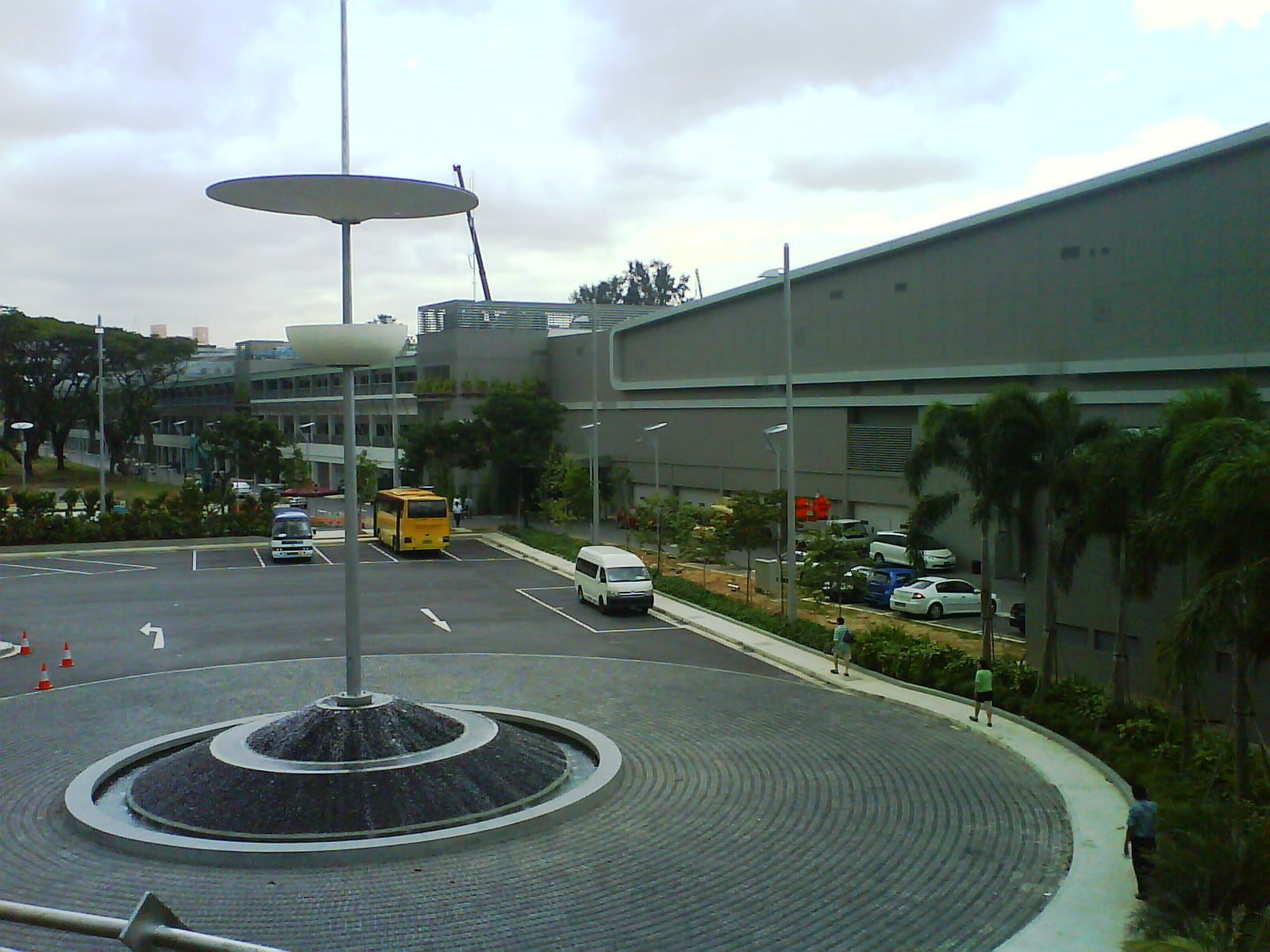
The Audience Stand
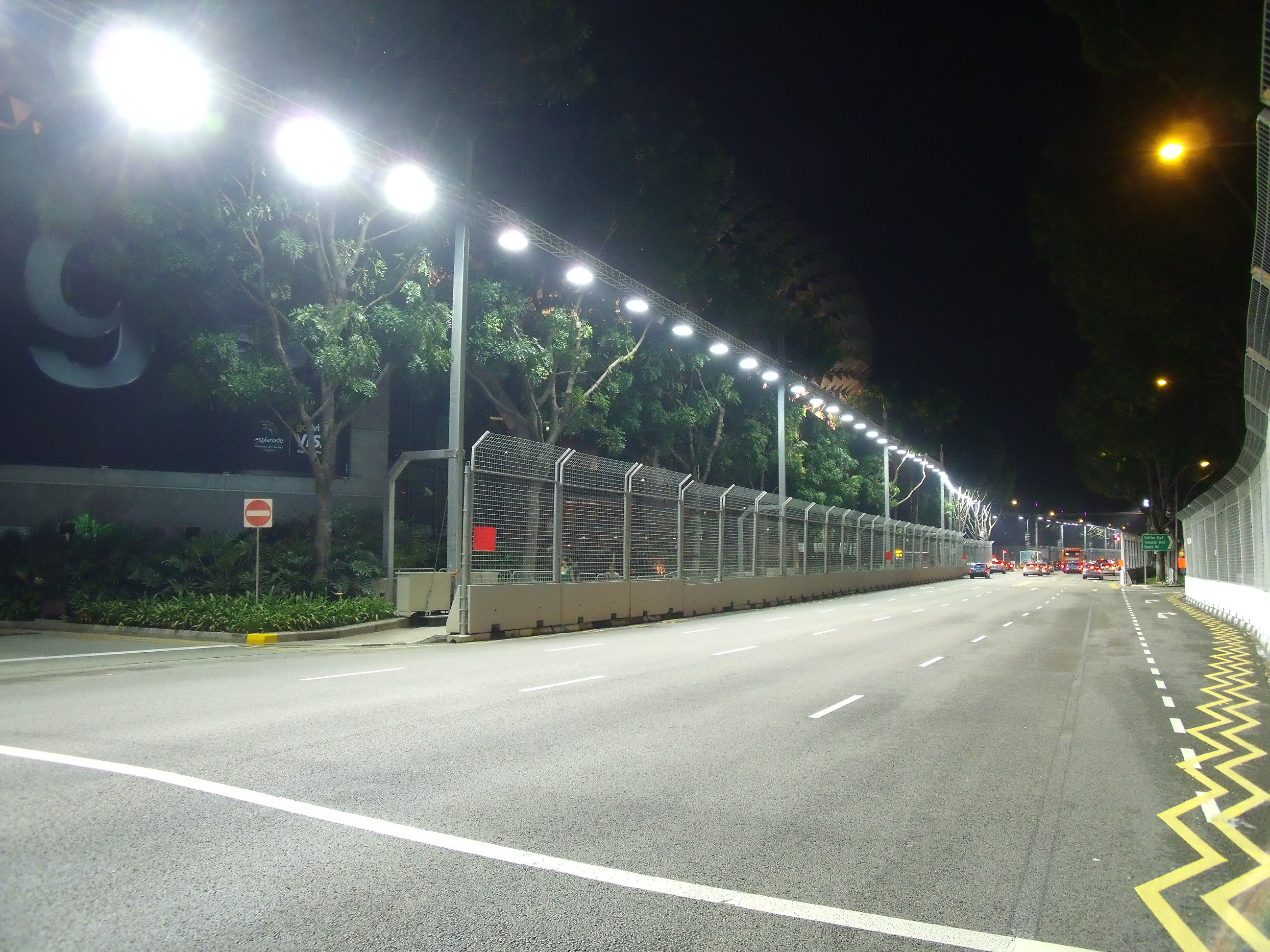
The Raffles Avenue after Turn 14